# カバイロコナテングタケ
カバイロコナテングタケ（樺色粉天狗茸、学名: Amanita rufoferruginea）は、担子菌門ハラタケ目テングタケ科に属する中型のキノコ（菌類）の一種である。帯褐色系で表面が粉状の物質で覆われているのが特徴。
夏から秋にかけて、アカマツ・コナラ林などの樹下に発生する。日本では滋賀県や熊本県などで見ることができる。

## 形態
子実体は傘と柄からなる。傘は明るい帯褐燈色、表面は粉状の物質で覆われている。ふちに条線が見られるが、粉状の物質に覆われているため、傘が開く前は確認しづらいことがある。ヒダは白色で、密に配列する。柄も同様に粉状の物質に覆われている。柄の上部に白色で薄い膜質のツバがあり、柄の基部には球根状に膨らんで、その表面に粉状になったツボの名残が環状に見られる。

## 毒性
毒成分は不明。中国産のものには殺ハエ性があるとされる。人間に対する中毒症状の詳細は不明である。